# Окружность Фурмана

— точка Нагеля треугольника, — его ортоцентр.

Окру́жность Фу́рмана — окружность для данного треугольника с диаметром, равным отрезку прямой, который расположен между ортоцентром {\displaystyle H} и точкой Нагеля {\displaystyle N.}
Названа по имени немецкого математика Вильгельма Фурмана (1833—1904).
Радиус окружности Фурмана {\displaystyle R_{F}} выражается через радиусы описанной {\displaystyle R} и вписанной {\displaystyle r} окружностей треугольника по теореме Эйлера:
{\displaystyle R_{F}={\sqrt {R(R-2r)}}.}
Выражение для {\displaystyle R_{F}} через стороны треугольника {\displaystyle a,} {\displaystyle b} и {\displaystyle c:}
{\displaystyle R_{F}=R{\sqrt {\frac {a^{3}-a^{2}b-ab^{2}+b^{3}-a^{2}c+3abc-b^{2}c-bc^{2}-ac^{2}+c^{3}}{abc}}}.}
{\displaystyle R_{F}={\sqrt {{\frac {abc\,}{a+b+c}}\left[{\frac {abc\,}{(a+b-c)\,(a-b+c)\,(-a+b+c)}}-1\right]}}}

Этому радиусу также равно расстояние между центром описанной окружности и инцентром.